# 雷公藤内酯
雷公藤内酯（英語：Triptolide），又名雷公藤甲素，是一个二萜类环氧化物，它由雷公藤（学名：Tripterygium wilfordii）产生。 它在体外实验和体内实验中对小鼠模型的多囊肾病和胰腺癌具有抗癌作用，但是其物理性质和严重的毒性限制了它的治疗潜力。
因此，合成的水溶性前体药物Minnelide正在进行临床上的研究。
雷公藤内酯是中成药雷公藤多苷片（tripterygium glycosides tablet）的主要活性成分之一。

## 作用机理
几个可能的雷公藤内酯的目标蛋白质已经被报告出来，包括polycystin-2、ADAM10、DCTPP1、TAB1、和XPB。多雷公藤抗性基因突变中存在XPB(ERCC3)及其协同的蛋白质 GTF2H4。然而，没有雷公藤抗性基因突变也在 polycystin-2、ADAM10、DCTPP1和TAB1中被发现。 XPB的Cys342被认定为经由雷公藤内酯的12,13-环氧化物基团进行共价修饰的残基，而XPB-C342T突变呈现的T7115细胞系几乎完全耐受雷公藤内酯。由C342T突变导致的耐受水平是之前确定的大多数雷公藤内酯耐受突变的约100倍。 综上所述，这些结果说明XPB是雷公藤内酯影响细胞增殖活动的目标。
雷公藤内酯的抗肿瘤机制主要归因于其对NF-κB的特异性抑制作用。

## 水溶性的前体药物
Minnelide是一种由人工合成，具有更好的水溶性的雷公藤内酯类似物，它可以在体内转化为雷公藤内酯。在临床前期的小鼠模型胰腺癌中，他的表现比吉西他滨更有效。临床一期研究计划于2012年展开。
糖化雷公藤甲素是一种葡萄糖与雷公藤内酯合成的化合物，具有更好的溶解性以及更低的毒性。它在体外实验中并没有抑制XPB的活性，但在体内实验中被发现有抗癌活性，这可能是雷公藤内酯在癌细胞内持续逐步被释放出来的缘故。